# 2009-es magyar labdarúgó-szuperkupa
A 2009-es magyar labdarúgó-szuperkupa a szuperkupa 12. kiírása volt, amely az előző szezon első osztályú bajnokságának és a magyar kupa győztesének évenkénti mérkőzése. A találkozót 2009. július 18-án a Debreceni VSC és a Budapest Honvéd játszotta.
A trófeát a debreceni csapat hódította el, ezzel ők lettek a magyar szuperkupa tizenkettedik kiírásának a győztesei. A DVSC története során negyedszerre nyerte meg a szuperkupát.

## Résztvevők
A mérkőzés két résztvevője a Debreceni VSC és a Budapest Honvéd volt. A debreceniek 2009-ben a negyedik bajnoki címüket szerezték meg, míg a budapesti csapat a hetedik magyar kupa sikerét aratta, a Győri ETO elleni kétmérkőzéses fináléban.

## A mérkőzés
| 2009. július 18. 19:00 |

| Debreceni VSC                                                | 1–0               | Budapest Honvéd        |
| ------------------------------------------------------------ | ----------------- | ---------------------- |
| Szilágyi 83' Mohl 15' Nagy 21' Komlósi 72' Spitzmüller 90+2' | (0–0) Jegyzőkönyv | Diego 20' Benjamin 75′ |

| Révész Géza utca, Siófok Nézőszám: 1 000 Játékvezető: Andó-Szabó Sándor (magyar) |

| DEBRECENI VSC: |    |                      |           |
|                |    |                      |           |
| K              | 12 | Đorđe Pantić         |           |
| V              | 28 | Nagy Zoltán          | 21'       |
| V              | 16 | Komlósi Ádám         | 72'       |
| V              | 21 | Fodor Marcell        |           |
| V              | 5  | Mohl Dávid           | 15' 52'   |
| KP             | 7  | Dombi Tibor          |           |
| KP             | 81 | Katona Attila        |           |
| KP             | 60 | Czanik Károly        | 89'       |
| KP             | 15 | Rezes László         |           |
| CS             | 19 | Vinicius Galvão Leal | 59'       |
| CS             | 39 | Adamo Coulibaly      |           |
| Cserék:        |    |                      |           |
| K              | 87 | Verpecz István       |           |
| V              | 2  | Szűcs István         | 52'       |
| V              | 69 | Korhut Mihály        |           |
| KP             | 29 | Spitzmüller István   | 89' 90+2' |
| KP             | 27 | Bódi Ádám            |           |
| KP             | 88 | Huszák Tamás         |           |
| CS             | 23 | Szilágyi Péter       | 59' 83'   |
| Edző:          |    |                      |           |
| Herczeg András |    |                      |           |

| BUDAPEST HONVÉD: |    |                    |         |
|                  |    |                    |         |
| K                | 33 | Németh Gábor       |         |
| V                | 29 | Takács Ákos        |         |
| V                | 14 | Debreceni András   |         |
| V                | 6  | Sorin Botis        |         |
| V                | 8  | Hajdú Norbert      |         |
| KP               | 5  | Benjamin           | 75′     |
| KP               | 26 | Hidi Patrik        |         |
| KP               | 19 | Diego              | 20' 85' |
| CS               | 11 | Zsolnai Róbert     | 67'     |
| CS               | 13 | Hrepka Ádám        |         |
| CS               | 18 | Abraham Guié Gneki |         |
| Cserék:          |    |                    |         |
| K                | 1  | Tóth Iván          |         |
| V                | 55 | Dragan Vukmir      |         |
| KP               | 17 | Dieng Cheikh Abass | 85'     |
| KP               | 24 | Horváth Adrián     |         |
| CS               | 3  | Palásthy Norbert   |         |
| CS               | 27 | Moreira            | 67'     |
| Edző:            |    |                    |         |
| Sisa Tibor       |    |                    |         |

## Lásd még
- 2008–2009-es magyar labdarúgó-bajnokság (első osztály)
- 2008–2009-es magyar labdarúgókupa

## Külső hivatkozások
- A Magyar Labdarúgó-szövetség hivatalos honlapja (magyarul)
- A mérkőzés adatlapja a magyarfutball.hu-n (magyarul)
- A dvsc.hu beszámolója a mérkőzésről Archiválva 2009. július 22-i dátummal a Wayback Machine-ben (magyarul)
- A nemzetisport.hu beszámolója a mérkőzésről (magyarul)